# Ангерран VII де Куси
Ангерран VII Коричневый (фр. Enguerrand VII le Brun; ок. 1339 — 18 ноября 1397) — сеньор де Куси, де Марль, де Ла Фер-д’Уази, де Креси-Сюр-Сер и де Монмирай с 1346 года, 1-й граф Бедфорд в 1366—1377 годах, граф Суассона с 1367 года, французский военачальник, великий кравчий Франции и маршал Франции, сын Ангеррана VI де Куси и Екатерины Австрийской.

## Биография
Ангерран VII родился около 1339 года в родовом замке Куси.
В 1346 году в битве при Креси погиб Ангерран VI де Куси. После этого все его владения, включая сеньории Куси, Марль, Ла Фер, Креси и Монмирай, достались его малолетнему сыну Ангеррану VII. Регентами при нём были Жан де Нель, сеньор д’Оффемон, и великий магистр арбалетчиков Матье де Руа.
Ангерран достаточно рано стал участвовать в сражениях Столетней войны. В 1355 году он в составе французской армии участвовал в битве при Моро, а 19 сентября 1356 года — в битве при Пуатье, в которой попал в плен к англичанам.
Когда его освободили, Ангерран в 1358 году в своих владениях подавил крестьянское восстание, вошедшее в историю под названием Жакерия.
Позже Ангерран сражался против короля Наварры Карла II Злого. Во время этой борьбы Ангерран разрушил замок епископа Роберта де Кока, который был сторонником наваррского короля.
В 1359 году в Англию отправилось 40 французских баронов в качестве заложников, чтобы король Франции Иоанн II Добрый был освобождён из английского плена, в который он попал во время битвы при Пуатье. Среди заложников был и Ангерран. Они прибыли в Англию в ноябре 1360 года. Ангерран остался в Англии и после заключения мира в Бретиньи.
В Лондоне Ангерран сблизился с королём Англии Эдуардом III. В результате в 1365 году Эдуард выдал за Ангеррана замуж одну из своих дочерей, Изабеллу, и посвятил того в рыцари Ордена подвязки. Кроме того, Ангерран в 1366 году получил титул графа Бедфорда, а в 1367 году — графство Суассон.
В 1368 году Ангерран отправился в Италию, где принял участие в войне авиньонского папы Урбана V, а после его смерти — Григория XI против правителей Милана из династии Висконти.
В 1375 году Ангерран воевал в Швейцарии во главе армии гуглеров, где он предъявил права на наследство своей матери, Екатерины Австрийской, но успехов в итоге не добился: герцог Австрии Леопольд III уступил в 1375 г. ему Бюрен и часть города Нидау, но через год отнятые кантонами Берн и Золотурн.
После смерти короля Эдуарда III Ангерран отказался от титула графа Бедфорда и вернулся во Францию, где предложил свои услуги королю Карлу V. Его назначили маршалом Франции. В 1378 году Ангеррану удалось захватить Бойе, Карантан, Мулино, Конш и Пассии. В 1380 году король предложил Ангеррану занять должность коннетабля Франции, однако тот отказался.
Когда в 1382 году в Париже вспыхнуло восстание майотенов, Ангерран помог его подавить. В том же году он был одним из командующих французской армией, которая разгромила в битве при Роозбеке восставших фламандцев.
В последующие годы Ангерран не раз участвовал в дипломатических поездках в Бретань, Испанию, Геную и Савойю.
В 1396 год Ангерран отправился в крестовый поход против Османской империи. 28 сентября он принял участие в битва при Никополе, во время которой попал в плен. В плену он и умер 18 ноября 1397 года в Бурсе. Его тело захоронили в Турции, однако сердце позже было доставлено во Францию и захоронено в аббатстве Вильнёв в Суассоне. Сыновей Ангерран не оставил, ему наследовала старшая дочь Мария I де Куси.

## Брак и дети
1-я жена: с 27 июля 1365 Изабелла Английская (1332—1379/1382), дочь короля Англии Эдуарда III и Филиппы Геннегау. Дети:
- Мария I де Куси (апрель 1366—1405), дама де Куси и де Ла Фер-д’Уази с 1397, графиня Суассона в 1397—1404; муж: с 6 ноября 1383 Генрих де Бар (ок. 1362/1367 — ноябрь 1397/1398), сеньор де Марль и маркграф Понт-а-Муссон
- Филиппа де Куси (1367 — октябрь 1411); муж: с 5 октября 1376 (развод в 1387) Роберт де Вер (16 января 1362—1392), 9-й граф Оксфорд с 1371, маркиз Дублина с 1 декабря 1385, герцог Ирландии с 13 октября 1386

2-я жена: с 26 февраля 1386 (контракт) Изабелла Лотарингская (ум. после 1423), дочь герцога Лотарингии Жана I и Софии Вюртембергской. Дети:
- Изабелла де Куси (ум. 1411), графиня Суассона в 1408; муж: с 23 апреля 1409 Филипп II Бургундский (октябрь 1389 — 25 октября 1415), граф Невера с 1404, граф Ретеля с 1406

## В культуре
Куси стал персонажем романа Александра Дюма «Изабелла Баварская» (1835).